# Gran Partita
Gran Partita ist die populäre Bezeichnung für die 1781 komponierte Serenade Nr. 10 in B-Dur KV 361 für zwei Oboen, zwei Klarinetten, zwei Bassetthörner, vier Waldhörner, zwei Fagotte und Kontrabass von Wolfgang Amadeus Mozart. Die Kontrabassstimme wird heute teilweise auf einem Kontrafagott gespielt. Die Aufführungsdauer beträgt etwa 50 Minuten. Das Stück besteht aus sieben Sätzen:
1. Largo – Molto Allegro
2. Menuetto – Trio I–II
3. Adagio
4. Menuetto. Allegretto – Trio I–II
5. Romance. Adagio – Allegretto – Adagio
6. Tema con Variazioni
7. Finale. Molto Allegro

Der britische Dramatiker Peter Shaffer lässt Mozarts vorgeblichen Widersacher Antonio Salieri in seinem Theaterstück Amadeus wie auch in der filmischen Adaption das Adagio der Serenade folgendermaßen charakterisieren:
„Die Partitur sah nach nichts aus. Der Anfang, so simpel, fast lächerlich. Nur ein Pulsieren, Fagotte, Bassetthörner – wie eine rostige Quetschkommode. Doch da, plötzlich, hoch darüber, eine einsame Oboe, ein einzelner Ton, unerschütterlich über allem, bis eine Klarinette ihn aufnimmt, in einer Phrase von solch himmlischer Süße! Das war keine Komposition eines Zirkusaffen! So eine Musik hatte ich noch nie vernommen. Voll tiefster Sehnsucht; einer so unstillbaren Sehnsucht, dass ich erbebte und es mir schien, als hörte ich die Stimme Gottes.“